# Damián Pineda
Damián Pineda (Zárate, Buenos Aires, 22 de septiembre de 1988) es un basquetbolista argentino que juega en la posición de alero para Peñarol de Mar del Plata de la Liga Nacional de Básquet de Argentina.

## Trayectoria
Surgido del ámbito del básquetbol zarateño, en 2008 fue reclutado por Regatas Corrientes para ocupar uno de los cupos de su plantel reservados a jugadores juveniles. Con ese club jugó en la Liga Nacional de Básquet, en la Liga Sudamericana de Clubes y en la Liga de las Américas. Tras esa experiencia en la élite del básquetbol nacional y regional, se convirtió en un jugador de rol en equipos del Torneo Nacional de Ascenso -Ciclista Juninense, Asociación Italiana de Charata y Huracán de Trelew- y regresó varias veces a su ciudad para disputar el torneo de primera división de la Asociación de Básquetbol de Zárate-Campana.
En 2013 retornó a la LNB fichado por La Unión de Formosa y en la temporada siguiente pasó a las filas de Lanús.
En julio de 2015 realizó su primera experiencia fuera de la Argentina al incorporarse al Osasco Basquete para disputar la División Especial del Campeonato Estatal Paulista de Brasil.
Registró un paso por el Torneo Federal de Básquetbol jugando en el primer semestre de 2016 para Regatas Uruguay de Concepción del Uruguay y luego retornó al TNA, donde jugaría las siguientes dos temporadas vistiendo las camisetas de Petrolero de Plaza Huincul, Tiro Federal de Morteros y San Isidro de San Francisco.
En agosto de 2018 regresó una vez más a Zárate pero esta vez para jugar en Zárate Basket, un proyecto deportivo auspiciado por la ABZC y la Municipalidad de Zárate para disputar el TFB. Empero la temporada siguiente actuó en el mismo torneo pero como jugador de Sarmiento de Resistencia. Volvió a Zárate Basket en enero de 2021 y fue una de las piezas claves del equipo que ascendió desde el TFB hasta la LNB, ganando el título de campeón de la temporada 2022-23 de La Liga Argentina. 
Tras una breve experiencia en la Liga Boliviana de Básquetbol con el Pichincha de Potosí,  en septiembre de 2024 se unió a Peñarol de Mar del Plata.